# Buddhist Digital Resource Center
Le Buddhist Digital Resource Center (ou BDRC), en français « Centre de ressources numériques bouddhistes », est un organisme à but non lucratif voué à l'étude, la préservation, l'organisation et la dissémination de la littérature bouddhiste.
Fondée en 1999 par E. Gene Smith, elle a son siège à Cambridge, dans l'État du Massachusetts, aux États-Unis, et comporte une des plus grandes bibliothèque de textes tibétains numérisés au monde. Tulku Thondup Rinpoché rejoint et participe au BDRC dès sa création.
En joignant les technologies numériques et la scolarité, le BDRC assure à sa création la conservation des traditions de la culture littéraire bouddhiste tibétaine.
Les programmes actuels sont plus étendus, puisqu'ils se concentrent sur la préservation des textes en pali, chinois, sanskrit et tibétain.